# Horace Merle Cochran

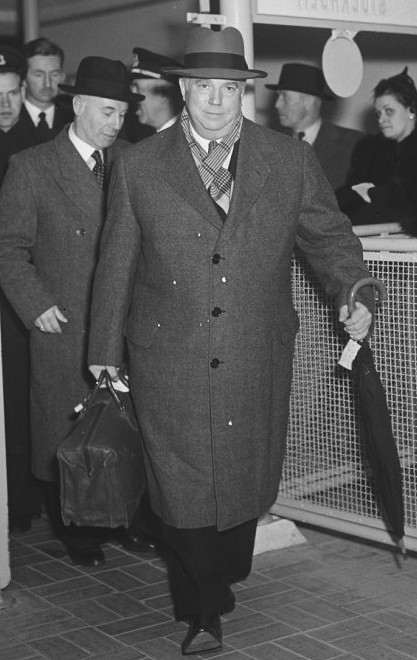
Horace Merle Cochran in 1949

Horace Merle Cochran (Crawfordsville (Indiana), 6 juli 1892 - Houston, 20 september 1973) was vertegenwoordiger van het Amerikaanse ministerie van Buitenlandse zaken bij de onderhandelingen over de onafhankelijkheid van Indonesië, en werd na de onafhankelijkheid van dat land de eerste ambassadeur daar. Zijn naam is onder meer verbonden aan het plan-Cochran dat in een geleidelijke soevereiniteitsoverdracht voorzag.
Hij was daarvoor onder meer consul geweest in Parijs en Bazel.
Hij maakte deel uit van de Commissie van Goede Diensten die bemiddelde tussen de Nederlanders en de Republik Indonesia. Tijdens de onderhandelingen over de onafhankelijkheid stelde hij zich pro-republikeins op, wat moet worden gezien in het kader van het opkomend anti-communisme.